# Griselda Álvarez
Griselda Álvarez Ponce de León (Guadalajara, 5 de abril de 1913 – Cidade do México, 26 de março de 2009) foi uma professora, escritora e política mexicana. Conhecida por ser a primeira mulher a governar um estado federativo do México.
Griselda vem de uma família tradicionalmente política e de grandes influências principalmente no Estado de Colima. Em suas raízes estão seu pai, Miguel Álvarez García e seu avô Manuel Álvarez Zamora, ambos também foram governadores de Colima.
Sua trajetória teve início quando ainda atuava na área da educação, começando a ocupar diversos cargos e defendendo os direitos da classe. Conquistou reconhecimentos e fama pela postura. Em 1976, foi eleita senadora pelo Estado de Colima.
Em 1979 candidatou-se governadora pelo Partido Revolucionário Institucional, resultando eleita com mais de setenta por cento dos votos, derrotando o então candidato do Partido da Ação Nacional do México, Gabriel Salgado Aguilar.
Após o mandato de governadora, assumiu a direção do Museu Nacional de Arte do México.
Faleceu em 26 de março de 2009, de causas naturais em seu domicílio.

## Obras publicadas
- Cementerio de Pájaros 1956
- Dos cantos 1959
- Desierta compañía 1961
- Letanía erótica para la paz 1963
- La sombra niña 1965
- Anatomía superficial 1967
- Estación sin nombre 1972
- Tiempo presente